# Ambrières
Ambrières è un comune francese di 228 abitanti situato nel dipartimento della Marna nella regione del Grand Est.
È qui che nacque il teologo Alfred Loisy.

## Società

### Evoluzione demografica
Abitanti censiti